# Colitis ulcerosa
La colitis ulcerosa (CU) es una afección a largo plazo que provoca inflamación y úlceras en el colon y el recto. Los síntomas principales de la enfermedad activa son dolor abdominal y diarrea mezclada con sangre. También pueden ocurrir pérdida de peso, fiebre y anemia. A menudo, los síntomas aparecen lentamente y pueden variar de leves a graves. Los síntomas generalmente ocurren de manera intermitente con períodos sin síntomas entre los brotes. Las complicaciones pueden incluir dilatación anormal del colon (megacolon), inflamación de los ojos, las articulaciones o el hígado y cáncer de colon.
Se desconoce la causa de la CU. Las teorías involucran disfunción del sistema inmunológico, factores genéticos, cambios en las bacterias intestinales normales y factores ambientales.  Las tasas de incidencia tienden a ser más altas en el mundo desarrollado y algunos proponen que esto es el resultado de una menor exposición a infecciones intestinales, o de una dieta y estilo de vida occidentales. La extirpación del apéndice a una temprana edad puede tener un efecto protector. El diagnóstico se suele realizar mediante colonoscopia con biopsias de tejido. Es una especie de enfermedad inflamatoria intestinal (EII) junto con la enfermedad de Crohn y colitis microscópica.

## Definición
La colitis ulcerosa también se conoce como colitis ulcerativa crónica idiopática o colitis ulcerosa crónica indeterminada y frecuentemente se abrevia como CUCI o CUI. Es una enfermedad crónica; sin embargo, se puede mantener en remisión por largos períodos. Esto quiere decir que la enfermedad puede cursar con períodos de actividad e inactividad. Los períodos de actividad se conocen como brotes.
Esta enfermedad pertenece a las enfermedades inflamatorias intestinales que incluyen también la enfermedad de Crohn y la colitis indeterminada.
Algunas fuentes la citan como una enfermedad autoinmunitaria; esto quiere decir que está originada por anticuerpos producidos por el propio organismo que reaccionan en su contra, dañándolo. Su causa específica no está bien descrita: puede ser desencadenada por factores ambientales, como algunos casos que se desarrollan posterior a una infección intestinal.
La inflamación normalmente comienza en el recto y en la porción inferior del intestino (sigmoide) y se propaga hacia arriba por el resto del colon. La afectación del intestino delgado sólo se produce en la zona final de este, llamada íleon, y como inflamación de vecindad.
Si bien existen diversas hipótesis sobre las causas de la colitis ulcerosa, ninguna de ellas ha sido comprobada y actualmente no hay cura, excepto a través de la extirpación quirúrgica del colon. Una hipótesis sugiere que algún agente, que puede ser un virus o una bacteria atípica, interactúa con el sistema inmunitario del cuerpo y desencadena una reacción inflamatoria en la pared intestinal.
Aunque existe evidencia científica que demuestra que las personas que tienen colitis ulcerosa padecen anomalías del sistema inmunitario, se desconoce si estas anomalías son una causa o un efecto de la enfermedad.

## Diagnóstico y evaluación
Su edad de presentación típica es antes de los primeros 40 años de vida; sin embargo, se ha llegado a establecer el diagnóstico en personas de edad avanzada. 
La manifestación más típica es la aparición de sangrado rectal o de una hemorragia digestiva baja que suele ser intermitente. Además se puede observar presencia de pus en las heces (debido a la inflamación de la mucosa) o incluso de moco. El color de la sangre es determinante: cuanto más oscura, la afección puede haber dañado un mayor tracto del colon. En los casos en los que el sangrado sea profuso habrá que recurrir a transfusiones sanguíneas para corregir la anemia derivada de la pérdida de sangre. Además, suele producir en el paciente dolor abdominal cólico, generalmente en hipogastrio y flancos, junto con tenesmo, fiebre, diarrea, y taquicardia. No tienen por qué aparecer todos de manera simultánea, pero son sugerentes de enfermedad inflamatoria intestinal (EEI).
La confirmación se establece realizando una endoscopia digestiva baja (rectoscopia o colonoscopia). Durante este examen, se puede examinar por medio de una cámara la mucosa del colon. En el caso de la colitis ulcerosa/CUCI, la mucosa se observa con evidentes signos inflamatorios como enrojecimiento mucoso, ulceraciones, presencia de moco y material fibrinoide y los llamados pseudopólipos. Para su confirmación definitiva se deben tomar biopsias, que deben ser examinadas por un patólogo. La presencia de abscesos crípticos es un buen indicio de esta enfermedad. 
La afección inicia siempre en el recto y se extiende desde ese punto a los demás segmentos del colon, siendo la enfermedad más grave cuanto mayor porcentaje del colon esté comprometido. La inflamación suele ser continua sin respetar segmentos.
Tras diez años padeciendo la enfermedad, aumenta ligeramente el riesgo de sufrir una malignidad colónica; por este motivo el paciente debe seguir un control exhaustivo con seguimiento endoscópico.
Se puede asociar a enfermedades autoinmunitarias como la colangitis esclerosante primaria, que afecta el hígado y las vías biliares.
Puede presentar manifestaciones extraintestinales como artralgias, artritis y uveítis.

## Manifestaciones extraintestinales

### Orales
Se observan vesículas fibrinopurulentas que pueden localizarse en las encías o el paladar; se les llaman estomatitis vegetantes y tienen un aspecto similar al de la estomatitis herpética primaria. También se ha descrito una mayor prevalencia de periodontitis apical en individuos afectos.

## Diagnóstico diferencial
La colitis ulcerosa se puede semejar a otras colitis parasitarias, isquemia intestinal o proliferación bacteriana (colitis pseudomembranosa). La historia clínica y los hallazgos endoscópicos y de biopsia ayudarán a clarificar el diagnóstico. 
Con frecuencia es difícil diferenciarla de la enfermedad de Crohn, otra enfermedad inflamatoria intestinal. La enfermedad de Crohn es una inflamación mucosa parecida endoscópicamente a la inflamación de la colitis ulcerosa, pero hay características que las diferencian, como la afección de las capas del intestino.
La colitis ulcerosa afecta por lo general a recto y colon de forma continua, iniciándose en el recto y solo en raros casos afectando al íleon terminal. El Crohn puede afectar a cualquier región del tracto gastrointestinal, desde la boca hasta el ano. Esto provoca manifestaciones del Crohn que la colitis ulcerosa no tiene, como la obstrucción intestinal y la presencia de hemorragia digestiva alta. El área de afección más frecuente de la enfermedad de Crohn es el íleon terminal, por lo que las biopsias a ese nivel son de mucha utilidad para su diagnóstico.
El Crohn afecta a todas las capas del intestino, incluyendo la muscular y la serosa, por lo que puede fistulizar o presentar abscesos; la afección de la colitis ulcerosa se limita a la mucosa. En el Crohn es frecuente el hallazgo de fístulas y abscesos perianales que son de difícil tratamiento.
Histológicamente, el hallazgo de granulomas es más indicativo de la enfermedad de Crohn y está generalmente ausente en la colitis ulcerosa.
La colitis no clasificada o indeterminada es una categoría para colocar a los pacientes que tienen características compatibles con ambas enfermedades y se denomina colitis ulcerativa crónica inespecífica / CUCI.

## Tratamiento

### Farmacológico
El tratamiento farmacológico se basa en antiinflamatorios e inmunorreguladores.
El ácido 5 aminosalicílico (5-ASA) es un compuesto antiinflamatorio similar a la aspirina que constituye uno de los principales tratamientos de esta patología. Se encuentra en fármacos como la sulfasalazina y mesalamina o mesalazina, como uno de sus componentes. La molécula debe manipularse farmacológicamente, porque si se administrase pura sería absorbida por el intestino delgado y no llegaría a colon, donde ejerce su efecto. Es un efecto tópico, por contacto con la mucosa afectada. En el colon las bacterias de la flora bacteriana descomponen la molécula de sulfasalazina en una sulfa y el 5-ASA, o la molécula de mesalamina en dos moléculas de 5-ASA; entonces ejerce su efecto antiinflamatorio sobre la mucosa. Suelen administrarse en forma crónica.
Los corticoesteroides son antiinflamatorios más poderosos y por ende con mayores efectos secundarios. Se pueden administrar por vía oral, intravenosa o en enemas. Se utilizan cuando el empleo de la 5-ASA no es suficiente para que el paciente entre en remisión (se inactive la enfermedad). Lo ideal es utilizarlos a la menor dosis posible por el menor tiempo posible; sin embargo, algunos pacientes los necesitan en dosis altas durante las crisis graves y otros a dosis bajas de forma crónica para poderse mantener con baja actividad inflamatoria.
Otros inmunorreguladores como la azatioprina se pueden utilizar en los casos más graves para controlar una crisis o para dar mantenimiento terapéutico. La utilización de estos medicamentos podría facilitar la disminución de la dosis de corticoesteroides.

### Dieta
Ciertas dietas pueden tener un efecto beneficioso sobre los síntomas de la enfermedad, si bien hasta la fecha no se han realizado suficientes estudios y no hay pruebas de que permitan la curación de la mucosa intestinal. Las dos dietas que han demostrado mayor eficacia son la dieta sin gluten y la dieta baja en FODMAP, en combinación con el tratamiento farmacológico.

## Cirugías
Existen diversas opciones quirúrgicas:
- Proctocolectomía: La cirugía más común es la proctocolectomía (extirpación completa del colon y del recto) con ileostomía (creación de un orificio pequeño en la pared abdominal donde la punta inferior del intestino delgado, el íleon, se lleva hasta la superficie de la piel para drenar los desechos).
- Anastomosis ileoanal: A veces puede realizarse una anastomosis ileoanal. Se extirpa la porción enferma del colon y se conservan los músculos externos del recto. El íleon se une dentro del recto, formando una bolsa o depósito que contiene las heces. Esto le permite al paciente defecar a través del ano en una forma normal, aunque las defecaciones pueden ser más frecuentes y acuosas de lo normal.